# La Chapelle-Naude
La Chapelle-Naude is een gemeente in het Franse departement Saône-et-Loire (regio Bourgogne-Franche-Comté) en telt 437 inwoners (1999). De plaats maakt deel uit van het arrondissement Louhans.

## Geografie
De oppervlakte van La Chapelle-Naude bedraagt 19,0 km², de bevolkingsdichtheid is 23,0 inwoners per km².
De onderstaande kaart toont de ligging van La Chapelle-Naude met de belangrijkste infrastructuur en aangrenzende gemeenten.

## Demografie
Onderstaande figuur toont het verloop van het inwonertal (bron: INSEE-tellingen).